# Толстая Софія Андріївна
Графиня Софія Андріївна Толстая (до шлюбу Берс, 22 серпня 1844 — 4 листопада 1919) — російська письменниця, перекладачка, видавниця творів свого чоловіка Льва Толстого.

## Біографія
Софія Андріївна — друга дочка лікаря Московської палацової контори дійсного статського радника Андрія Євстахієвича Берса (1808—1868), що походив по батькові з німецьких дворян, і Любові Олександрівни Іславіної (1826—1886), що походила з купецької сім'ї. У молодості батько служив лікарем у московській барині Варвари Петрівни Тургенєвої і мав від неї дитину, Варвару Житову, яка таким чином стала єдинокровною сестрою Софії Толстої і єдиноутробною — Івану Тургенєву. Іншими дітьми подружжя Берс були дочки Єлизавета Андріївна Берс (1843—?) і Тетяна Андріївна Кузьминська (1846—1925) і п'ять синів: орловський віце-губернатор Олександр Андрійович (1845—?), статські радники Петро Андрійович (1849—1910) та Степан Андрійович (1855—?), а також Володимир (1853—?) і В'ячеслав (1861—?). Правнучка першого міністра освіти П. В. Завадовського.
Софія народилася на дачі, яку знімав її батько, поблизу садиби Покровське-Стрешнєво, і аж до одруження Софії Берси проводили там кожне літо.
Отримавши добру домашню освіту, Софія в 1861 році склала іспит на звання домашньої вчительки в Московському університеті, причому виділилася твором російською мовою, поданим професору Тихонравову, на тему «Музика». У серпні 1862 року вона їздила з родиною до діда Ісленьєва Олександра Михайловича в маєток його законної дружини Софії Олександрівни (до шлюбу Жданової) в селі Івіци Одоєвського повіту Тульської губернії і по дорозі гостювала у Л. М. Толстого в Ясній Поляні. 16 вересня того ж року Толстой зробив Софії Барс пропозицію; через тиждень, 23 числа, відбулося їхнє весілля, після якого Софія Толстая на 19 років стала мешканкою села, зрідка виїжджаючи до Москви.

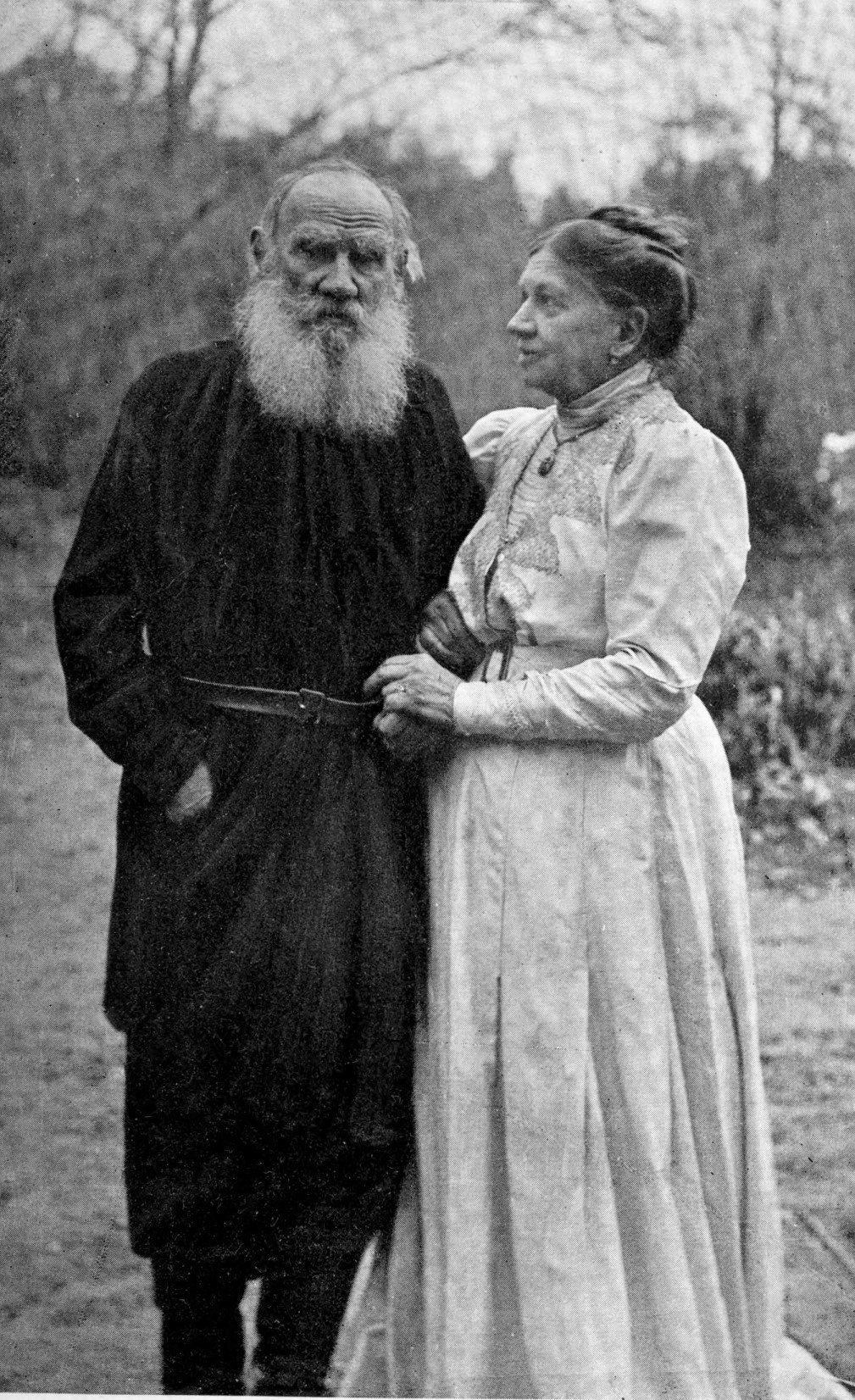
З Толстим в Ясній Поляні, за півтора місяці до смерті письменника (1910)

Перші роки подружнього життя були найщасливішими. Чоловік у щоденнику після одруження писав: «Неймовірне щастя… Не може бути, щоб це все скінчилося лише життям». Приятель Толстого В. П. Борисов в 1862 році про подружжя зауважив: «Вона — неймовірно гарна. Здраво розумна, проста і нехитромудра — у неї повинно бути і багато характеру, тобто воля її у неї в команді. Він в неї закоханий до Сіріусов. Ні, все ще не заспокоїлася буря в його душі — принишкла з медовим місяцем, а там напевно, пройдуть ще урагани і сердитого моря шуму». Ці слова виявилися пророчими, в 1880-1890-ті роки, внаслідок зміни поглядів Толстого на життя, у сім'ї стався розлад. Софія не розділяла нових ідей чоловіка, його прагнень відмовитися від власності, жити своєю, переважно фізичною працею. У книзі «Моє життя» вона писала: «…Він чекав від мене, бідний, милий мій чоловік, того духовного єднання, яке було майже неможливо при моєму матеріальному житті та турботах, від яких втекти було неможливо і нікуди. Я не зуміла б розділити його духовне життя на словах, а призвести його в життя, зламати його, тягнучи за собою цілу велику сім'ю, було немислимо, так і непосильно».
Протягом багатьох років Софія Толстая залишалася вірною помічницею чоловіка в його справах: перекладачкою, секретаркою, видавчинею його творів.
Художник Леонід Пастернак, близько знайомий з родиною Толстих, про неї зауважив: «…Вона в багатьох відношеннях була великою, видатною людиною — в пару Льву Миколайовичу… Софія Андріївна сама по собі була великою особистістю». Володіючи тонким літературним чуттям, вона писала повісті, дитячі оповідання, мемуарні нариси. Протягом всього свого життя, з невеликими перервами, Софія Толстая вела щоденник, про який говорять як про помітне та своєрідне явище в мемуаристиці та літературі про Толстого. Її захопленнями були музика, живопис, фотографія.
Про «матеріальне життя та турботи» Софії Толстої можна судити з її щоденника. 16 грудня 1887 року вона писала: «Цей хаос незліченних турбот, що змінюють одна іншу, мене часто призводить до шаленого стану, і я втрачаю рівновагу. Адже легко сказати, але у всяку дану хвилину мене турбують: учні та хворі діти, гігієнічний і, головне, духовний стан чоловіка, великі діти з їх справами, боргами, дітьми та службою, продаж та плани Самарського маєтку…, видання нове і 13 частина із забороненою „Крейцеровою сонатою“, прохання про розділи з овсянниківським попом, коректури 13 тома, нічні сорочки Міші, простирадла і чоботи Андрійкові; не прострочити платежі по дому, страхування, повинності по маєтку, паспорти людей, рахунки та ін. та ін. — і все це неодмінно безпосередньо має торкнутися мене».
В останні десятиліття свого життя Лев Толстой сильно зблизився з Володимиром Черковим, що був організатором релігійно-етичного руху толстовців. Софія Толстая ревнувала свого чоловіка до Черткова та публічно заявляла про гомосексуальне підґрунтя прихильності Толстого.
Знаючи про те, що її роль у житті Льва Толстого оцінювалася неоднозначно, вона писала: «…Нехай люди поблажливо поставляться до тієї, якій, може бути, непосильно було з юних років нести на слабких плечах високе призначення — бути дружиною генія і великої людини». Догляд і смерть чоловіка важко вплинули на Софію Толстую, вона була глибоко нещасна, не могла забути, що перед його смертю не бачила чоловіка в свідомості. 29 листопада 1910 року писала у «Щоденнику»: «Нестерпна туга, докори сумління, слабкість, жалість до страждань, по покійному чоловікові… Жити не можу».
Після смерті чоловіка Толстая продовжила видавничу діяльність, випустивши свою переписку з чоловіком, завершила видання зібрання його творів.
Останні роки життя провела в Ясній Поляні, де померла 4 листопада 1919 року. Похована на Кочаковському цвинтарі, недалеко від Ясної Поляни.

## Діти

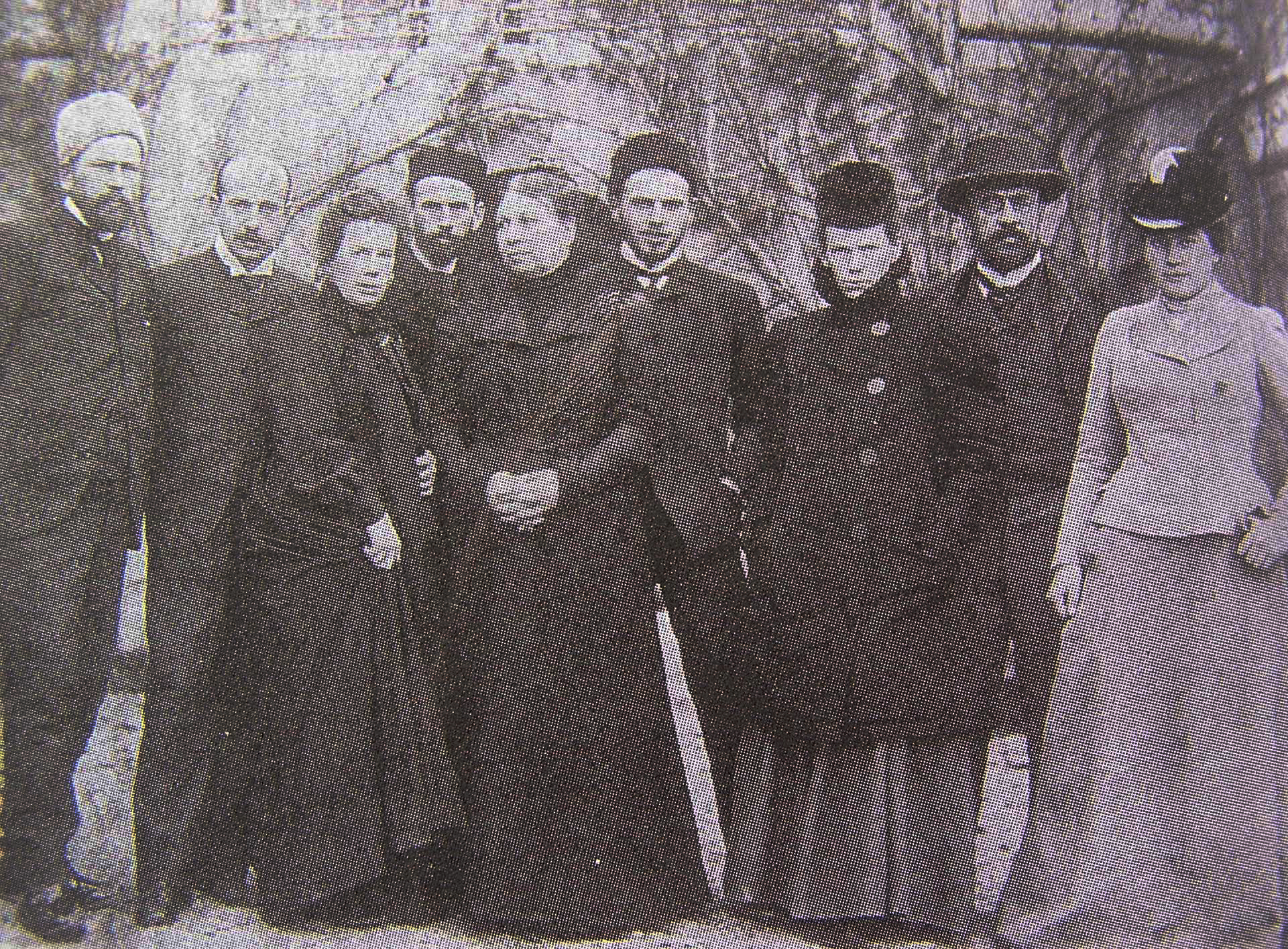
З дітьми

В шлюбі народила 13 дітей, п'ятеро з яких померли в дитинстві:
1. Сергій (1863—1947), композитор, музикознавець.
2. Тетяна (1864—1950), в 1917—1923 роках зберігачка музею-садиби «Ясна Поляна»; c 1899 одружена з Михайлом Сергійовичем Сухотіним.
3. Ілля (1866—1933), письменник, мемуарист. У 1916 році покинув Росію і виїхав до США.
4. Лев (1869—1945), письменник, скульптор. В еміграції у Франції, Італії, потім у Швеції.
5. Марія (1871—1906), з 1897 одружена з князем Миколою Леонідовичем Оболенським (1872—1934).
6. Петро (1872—1873)
7. Микола (1874—1875)
8. Варвара (1875—1875)
9. Андрій (1877—1916), чиновник особливих доручень при тульському губернаторі.
10. Михайло (1879—1944). У 1920 році емігрував, жив у Туреччині, Югославії, Франції та Марокко.
11. Олексій (1881—1886)
12. Олександра (1884—1979), помічниця батька.
13. Іван (1888—1895).

## Кіновтілення
- В фільмі Якова Протазанова «Відхід великого старця» (1912) роль Софії Толстої зіграла американська акторка, яка використовувала російський псевдонім Ольга Петрова. Фільм був заборонений до показу в Росії на прохання родини Толстого.
- У фільмі Сергія Герасимова «Лев Толстой» (1984) Толстую зіграла Тамара Макарова.
- Британська акторка Гелен Міррен виконала роль Толстої в біографічній стрічці «Остання неділя» у 2009 році, а Льва Толстого в картині зіграв Крістофер Пламмер. Обоє за свої ролі отримали номінації на премію «Оскар».